# 西雅圖水手
西雅圖水手（英語：Seattle Mariners），是美國職棒大聯盟中，隸屬於美國聯盟的棒球隊伍之一，成立於1977年。其主場位於華盛頓州的西雅圖，為T-Mobile球場（T-Mobile Park），於1999年開始啟用。在美國聯盟的分區中，屬於美國聯盟西區。在1995年至2022年期間，水手總共贏得5次季後賽的門票，但卻是大聯盟目前唯一一支還未打進世界大賽的球隊。

## 历史

### 1970年代至1980年代
水手是在1977年以擴編球隊的身份加入美聯，這也是自西雅圖飛行員隊在1970年從西雅圖移至密爾瓦基之後，MLB再有西雅圖球隊。
水手隊史的第一戰是於1977年5月6日在國王巨蛋面對加州天使（終場0-7輸球）。水手早期戰績持續低迷。他們在隊史前13個球季中，有10個球季是以美聯西區墊底或倒數第二名結束，而且一直到了1991年的球季才第一次單季之勝場數超過敗場數。
儘管擁有像是Gaylord Perry（有名的口水球投手，在1991年名列棒球名人堂，把他20餘年棒球生涯中的最後兩年留在水手）、Alvin Davis（1984年美國職棒大聯盟新人王得主）、Harold Reynolds（1987年1988年兩度入選大聯盟明星賽，1988年到1990年三度獲得金手套獎獎）、Mark Langston（1984年、1986年、1987年的美聯三振王，1987年、1991~1993年四度入選大聯盟明星賽）這些球星，水手的表現依舊低落。這個時期的重大紀事有1979年主辦明星賽，Gaylord Perry於1982年拿下生涯第300場勝投，三壘手Jim Presley在1986年第一場比賽的九局下敲出兩分全壘打追平比數進入延長賽而後在第十局拿下致勝分...。比較不光彩的紀錄包含了Roger Clemens在1986年5月29日痛宰水手而且成為大聯盟有史以來第一個在九局內送出20K的投手。
中外野手肯·小葛瑞菲（Ken Griffey Jr.）在1987年由水手以第一輪選秀第一指名取得，在1989年以新人身份上場後給了球迷球隊未來可能有所改變的希望。小葛瑞菲攻守俱佳，跑壘速度快，並成為1990年代的棒球明星。他也協助水手在隊史上第11個球季有了長足的進步。

### 1990年代
在1991年，水手在總教練Jim Lefebvre的帶領之下以全季83-79，首度在球季結束時勝多於敗。雖然這是數年來水手打得最好的球季，但在美聯西區七隊之中只能排第五，總教練Lefebvre也因此被解雇。1992年Bill Plummer暫代總教練，而後在1993年球季前，水手隊雇用帶領辛辛那提紅人拿下1990年世界大賽勝利的盧·皮涅拉為總教練。
水手的運氣從1994年開始好轉，他們選進了一批以中外野手肯·小葛瑞菲、投手蘭帝·強森、指定打擊Edgar Martinez為核心的好手。然而在7月19日，國王巨蛋四塊26磅重的天花板掉到觀眾席。接下來，水手隊被迫進行隊史上最長的客場遠征 --- 在21天內旅行10,425哩打20場比賽。他們在一開始10場中輸了8場；但是在漫長的旅途中，也培養了球員的一體感。在他們漫長客場作戰的後10場比賽，水手隊拿下了9場勝利。（後來因為1994年8月12日的大聯盟罷工行動導致球季終止，才停止了他們的客場旅行。此時水手隊的勝場數只比分區冠軍德州遊騎兵少2場。許多球員都覺得在旅途中面對逆境的過程直接影響到他們在1995年球季中的表現。）。而國王巨蛋事件則持續延燒，爭論波及國王巨蛋是否適合作為棒球場以及水手該以哪個球場做為新的主場。最後，他們選擇以塞費柯球場（Safeco field）作為新的主場。
1995年的球季一開始，肯·小葛瑞菲受傷使他幾乎整季報銷。8月中旬水手落後分區第一加州天使13場勝差。但在9月時的連勝正好又遇上天使的連敗，結果在球季快結束時兩隊並列美聯西區第一。在決定分區冠軍的比賽中，水手以9:1擊敗天使，在隊史上第一次取得美國聯盟西區冠軍的身份獲得季後賽門票。分區冠軍賽面對紐約洋基上演讓二追三逆轉，這場系列賽的第5場比賽，是由肯·小葛瑞菲於延長賽第11局擊出再見全壘打，幫助球隊贏得隊史在季後賽的第一個系列賽；最後在美聯冠軍戰2勝4敗輸給克里夫蘭印地安人。

### 2001年
2000年，水手和鈴木一朗簽約，總值達3年1408萬美元，其中簽約金500萬美元，2001年以正式球員參加水手隊春訓，同年以242支安打創下大聯盟新人最多安打紀錄，並以27張選票（全部28張）成為2001年美國聯盟新人王，同時也獲得該年度的MVP，這一年水手拿下大聯盟史上最多的116勝為隊史紀錄，也是美聯最多勝的紀錄，這是大聯盟至從1906年芝加哥小熊之後（116勝），再次有此高勝率的球隊，也追平大聯盟的紀錄，同時賽季期間也寫下隊史紀錄的15連勝，但最後在美聯冠軍賽輸給紐約洋基，並未進入世界大賽。

### 2002年-2021年
自2002年開始，水手就沒有再打進季後賽。
2018年9月23日，水手轟下本季單場新高13比0擊敗遊騎兵，但運動家靠著雙城投手崔佛·希爾登伯格（Trevor Hildenberger）的再見暴投奪勝，讓水手連續17季無緣季後賽。在NFL的水牛城比爾於2017年賽季打進季後賽後，水手的季後賽乾旱期也成了北美四大職業運動中目前最長的紀錄。
2021年10月3日，水手以3比7敗給天使，由於洋基和紅襪同日贏球，讓水手連續20季無緣季後賽，乾旱期也成了北美四大職業運動中目前最長的紀錄，不過90勝72負的戰績，是自2003年的93勝後的最佳成績，也是最接近季後賽的賽季。

### 2022年：重新返航
2022年6月時，水手一度只有29勝39負，但在明星賽前拉出一波隊史次長得14連勝，自此之後再也未掉出外卡季後賽的前三名排名；水手最後也在美國時間的2022年9月30日，靠者捕手卡爾·羅利在九局下擊出再見全壘打以2比1擊敗運動家，確定了季後賽的資格，隔了20年再次闖進季後賽，也將目前北美四大職業運動連續未進季後賽的紀錄交給了NBA的沙加緬度國王（國王連續16年未晉級季後賽的記錄也在隔季結束），美聯外卡系列賽Game2，打完前5局一度落後7分，水手展現韌性靠著2個大局在8局上扳平比數，9局上弗瑞茲爾（Adam Frazier）的一支超前安打，幫助水手以10：9擊落藍鳥。美聯外卡戰二連勝橫掃，分區系列賽要對上太空人。
G1拿賽揚先發瑞伊（Robbie Ray）當後援，水手賭博式的調度，被太空人艾瓦瑞茲（Yordan Alvarez）一發再見三分砲結束比賽，美聯分區系列賽首戰以7：8落敗。
美聯分區系列賽，水手睽違21年在季後賽中於主場T-Mobile Park迎戰太空人，雙方一路0比0僵持到延長賽第18局，由太空人Jeremy Peña擊出打破沉默的陽春彈。終場水手0：1落敗，系列賽遭到太空人橫掃。

## 歷年戰績
| 年份     | 勝   | 敗   | 勝率 | 名次                 | 季後賽成績                                                            |
| -------- | ---- | ---- | ---- | -------------------- | --------------------------------------------------------------------- |
| 1977年   | 64   | 98   | .395 | 美聯西區第六         |                                                                       |
| 1978年   | 56   | 104  | .350 | 美聯西區第七         |                                                                       |
| 1979年   | 67   | 95   | .414 | 美聯西區第六         |                                                                       |
| 1980年   | 59   | 103  | .364 | 美聯西區第七         |                                                                       |
| 1981年   | 44   | 65   | .414 | 美聯西區第六         |                                                                       |
| 1982年   | 76   | 86   | .469 | 美聯西區第四         |                                                                       |
| 1983年   | 60   | 102  | .370 | 美聯西區第七         |                                                                       |
| 1984年   | 74   | 88   | .457 | 美聯西區第五（並列） |                                                                       |
| 1985年   | 74   | 88   | .457 | 美聯西區第六         |                                                                       |
| 1986年   | 67   | 95   | .414 | 美聯西區第七         |                                                                       |
| 1987年   | 78   | 84   | .481 | 美聯西區第四         |                                                                       |
| 1988年   | 68   | 93   | .422 | 美聯西區第七         |                                                                       |
| 1989年   | 73   | 89   | .451 | 美聯西區第六         |                                                                       |
| 1990年   | 77   | 85   | .475 | 美聯西區第五         |                                                                       |
| 1991年   | 83   | 79   | .512 | 美聯西區第五         |                                                                       |
| 1992年   | 64   | 98   | .395 | 美聯西區第七         |                                                                       |
| 1993年   | 82   | 80   | .506 | 美聯西區第四         |                                                                       |
| 1994年   | 49   | 63   | .438 | 美聯西區第三         |                                                                       |
| 1995年   | 79   | 66   | .545 | 美聯西區第一         | 美聯分區賽以3勝2負擊敗紐約洋基 美聯冠軍賽以2勝4負敗給克里夫蘭印地安人 |
| 1996年   | 85   | 76   | .528 | 美聯西區第二         |                                                                       |
| 1997年   | 90   | 72   | .556 | 美聯西區第一         | 美聯分區賽以1勝3負敗給巴爾的摩金鶯                                    |
| 1998年   | 76   | 85   | .472 | 美聯西區第三         |                                                                       |
| 1999年   | 79   | 83   | .488 | 美聯西區第三         |                                                                       |
| 2000年   | 91   | 71   | .562 | 美聯西區第二         | 美聯分區賽以3勝0負擊敗芝加哥白襪 美聯冠軍賽以2勝4負敗給紐約洋基       |
| 2001年   | 116  | 46   | .716 | 美聯西區第一         | 美聯分區賽以3勝2負擊敗克里夫蘭印地安人 美聯冠軍賽以1勝4負敗給紐約洋基 |
| 2002年   | 93   | 69   | .574 | 美聯西區第三         |                                                                       |
| 2003年   | 93   | 69   | .574 | 美聯西區第二         |                                                                       |
| 2004年   | 63   | 99   | .389 | 美聯西區第四         |                                                                       |
| 2005年   | 69   | 93   | .426 | 美聯西區第四         |                                                                       |
| 2006年   | 78   | 84   | .481 | 美聯西區第四         |                                                                       |
| 2007年   | 88   | 74   | .543 | 美聯西區第二         |                                                                       |
| 2008年   | 61   | 101  | .377 | 美聯西區第四         |                                                                       |
| 2009年   | 85   | 77   | .525 | 美聯西區第三         |                                                                       |
| 2010年   | 61   | 101  | .377 | 美聯西區第四         |                                                                       |
| 2011年   | 67   | 95   | .414 | 美聯西區第四         |                                                                       |
| 2012年   | 75   | 87   | .463 | 美聯西區第四         |                                                                       |
| 2013年   | 71   | 91   | .438 | 美聯西區第四         |                                                                       |
| 2014年   | 87   | 75   | .537 | 美聯西區第三         |                                                                       |
| 2015年   | 76   | 86   | .469 | 美聯西區第四         |                                                                       |
| 2016年   | 86   | 76   | .531 | 美聯西區第二         |                                                                       |
| 2017年   | 78   | 84   | .481 | 美聯西區第三（並列） |                                                                       |
| 2018年   | 89   | 73   | .549 | 美聯西區第三         |                                                                       |
| 2019年   | 68   | 94   | .420 | 美聯西區第五         |                                                                       |
| 2020年   | 27   | 33   | .450 | 美聯西區第三         |                                                                       |
| 2021年   | 90   | 72   | .556 | 美聯西區第二         |                                                                       |
| 2022年   | 90   | 72   | .556 | 美聯西區第二         | 外卡系列賽以2勝0負擊敗多倫多藍鳥 美聯分區賽以0勝3負敗給休士頓太空人   |
| 2023年   | 88   | 74   | .543 | 美聯西區第三         |                                                                       |
| 2024年   | 85   | 77   | .525 | 美聯西區第二         |                                                                       |
| 總計49季 | 3599 | 3950 | .477 |                      | 季後賽戰績18勝19敗，勝率 .486                                         |

### 備註
1. ↑  1981年季賽受罷工影響，故球季分上下半季實施，而季後賽對戰也以四支球隊進行;戰績排名則以整年度計算。
2. ↑  1994年賽季受大罷工影響，故無法打完整季，也無法舉行季後賽及世界大賽。
3. ↑  1995年賽季，受到1994年大罷工影響，故球季從4/25才展開。
4. 1 2  2000年、2022年以外卡資格進入季後賽
5. ↑  2020年賽季受嚴重特殊傳染性肺炎大流行影響，故球季從7/23才展開，同時整季僅進行60場比賽，也是最少賽程的一年，季後賽制度也僅在這賽季以15支球隊取8支球隊模式進行，隔季恢復原制度。

## 棒球名人堂球员
- 11 埃德加·馬丁尼茲，內野手
- 24 小肯·葛瑞菲，外野手

## 退休号码
- 11 埃德加·馬丁尼茲
- 24 小肯·葛瑞菲
- 42 傑基·羅賓森，各隊共同退休號碼
- 51 鈴木一朗

但之前艾力士·羅德里奎茲的3號和小肯·葛瑞菲的24號自從他們離隊後都還沒發給其他球員，不過總教練鮑勃·馬文在2003年到2004年穿的是3號球衣。蘭帝·強森的51號球衣後來在傳承數代後，在2001年鈴木一朗加入水手隊時獲得（他在日職的背號就是51號）。

## 歷代知名球星
- 蘭帝·強森，投手
- 費利克斯·赫南德茲，投手
- 佐佐木主浩，投手
- 傑米·莫耶，投手
- 凱爾·席格，三壘手
- 艾力士·羅德里奎茲，游擊手
- 小肯·葛瑞菲，外野手
- 傑伊·布納（英语：Jay Buhner），外野手
- 鈴木一朗，外野手
- 埃德加·馬丁尼茲，指定打擊、三壘手

## 附属小联盟球队
- AAA：塔科馬瑞尼爾 （Tacoma Rainiers）, 太平洋岸聯盟 （Pacific Coast League）
- AA： 阿肯色旅行者 （Arkansas Travelers）, 德州聯盟 （Texas League）
- 高级A： 埃弗里特水蛙（英语：Everett AquaSox） （Everett Aqua Sox）, 西北聯盟 （Northwest League）
- A： 莫德斯托樫果 （Modesto Nuts）, 加利福尼亞聯盟 （California League）
- 新秀： AZL水手 （AZL Mariners）, 亞利桑那聯盟 （Arizona League）
- 新秀： VSL水手 （VSL Mariners）, 委內瑞拉聯盟 （Venezuela Summer League）